# Pieni-Runkkuu
Pieni-Runkkuu är en ö i Finland. Den ligger i sjön Konnevesi och i kommunen Vesanto i den ekonomiska regionen  Inre Savolax ekonomiska region  och landskapet Norra Savolax, i den centrala delen av landet, 300 km norr om huvudstaden Helsingfors. Öns area är 3,6 hektar och dess största längd är 410 meter i sydöst-nordvästlig riktning.